# Badlapur
Badlapur ist eine Stadt im Bundesstaat Maharashtra im Westen Indiens. Sie ist Teil des Distrikts Thane. Badlapur ist in 34 Wards gegliedert und wird als Municipal Council verwaltet. Die Stadt ist Teil der Metropolregion Mumbai. Von Badlapur aus sind es nach Mumbai 67 Kilometer.

## Demografie
Die Einwohnerzahl der Stadt liegt laut der Volkszählung von 2011 bei 174.226. Badlapur hat ein Geschlechterverhältnis von 928 Frauen pro 1000 Männer und damit einen für Indien üblichen Männerüberschuss. Die Alphabetisierungsrate lag bei 91,7 % im Jahr 2011. Knapp 81,0 % der Bevölkerung sind Hindus, ca. 12,1 % sind Buddhisten, ca. 3,8 % sind Muslime, ca. 1,7 % sind Christen, ca. 0,6 % sind Jainas und ca. 0,9 % gehören anderen oder keiner Religionen an. 10,2 % der Bevölkerung sind Kinder unter sechs Jahren.